# Quai de Tounis
Le quai de Tounis (en occitan : cai de Tonis) est une voie de Toulouse, chef-lieu de la région Occitanie, dans le Midi de la France.

## Situation et accès

### Description
Le quai de Tounis est une voie publique. Il borde à l'ouest le quartier des Carmes, dans le secteur 1 - Centre, en bordure de Garonne, allant du Pont-Neuf, à l'angle de la rue de Metz et du quai de la Daurade, au pont du Halage-de-Tounis.
La chaussée compte une voie de circulation automobile dans chaque sens, quoique, dans le sens du rond-point des Combattants-de-moins-de-Vingt-Ans vers la place du Pont-Neuf, la voie soit réservée aux bus. Elle est équipée sur toute sa longueur d'une piste cyclable à double-sens.

### Voies rencontrées
Le quai de Tounis rencontre les voies suivantes, dans l'ordre des numéros croissants (« g » indique que la rue se situe à gauche, « d » à droite) :
1. Rond-point des Combattants-de-moins-de-Vingt-Ans
2. Avenue de la Garonnette (d)
3. Place Maître-Jean-Maubec (g)
4. Rue du Pont-de-Tounis (d)
5. Pont-Neuf (g)
6. Place du Pont-Neuf (d)

### Transports
Le quai de Tounis est parcouru et desservi sur toute sa longueur par la ligne de bus 44 ainsi que, entre la place du Pont-Neuf et la rue du Pont-de-Tounis, par la navette Ville. Les stations de métro les plus proches sont, au nord, la station Esquirol, sur la ligne de métro  et, au sud, la station Palais-de-Justice, sur la ligne de métro . Près de cette dernière se trouvent également le terminus de la ligne de tramway  , ainsi que les arrêts de la ligne de bus 66.
Il existe plusieurs stations de vélos en libre-service VélôToulouse le long du quai de Tounis et des voies les plus proches : les stations no 26 (9 rue Henri-de-Gorsse), no 27 (122 quai de Tounis), no 49 (52 rue des Couteliers) et no 50 (1 avenue Maurice-Hauriou).

## Odonymie
L'origine du nom de Tounis n'est pas complètement claire. C'est l'historien Guillaume Catel qui le premier, au XVIIe siècle, suppose qu'il lui vient de saint Antoine ou Antonin de Pamiers – comme le confirme l'hypocoristique occitan d'Antoine, Toni. La légende du saint raconte que la barque qui transportait le corps d'Antoine descendant, depuis Pamiers, l'Ariège et la Garonne, avant de remonter le Tarn et l'Aveyron jusqu'à Saint-Antonin-Noble-Val, aurait fait un arrêt à cet endroit. Pierre Salies doute de cette étymologie, à cause de l'existence de deux formes différentes dans les documents médiévaux latins : au nord de l'île, le port est précisément désigné comme le port Saint-Antoine (portus sancti Anthonii en latin), tandis que l'île elle-même est appelée île de Tounis (insula Thonicii ou de Thonicio en latin). Il fait un rapprochement avec le droit de tonlieu, que payaient peut-être les marchands au port Saint-Antoine. En 1794, pendant la Révolution française, la partie de quai qui avait déjà été construite fut renommée quai Rapide, mais cette appellation ne subsista pas.

## Histoire
L'idée d'un quai, le long de l'île de Tounis, pour la protéger des inondations de la Garonne, est ancienne. Il s'agit de mettre à l'abri la population laborieuse de l'île, essentiellement composée de pêcheurs, de tanneurs et de lavandières, mais surtout de protéger les moulins du Château. Les travaux sont engagés en 1677, arrêtés, repris en 1683, à nouveau arrêtés. Il faut attendre le siècle suivant pour que les capitouls se préoccupent de nouveau du quai de l'île de Tounis. Les travaux reprennent en 1751, mais ils sont à nouveau arrêtés.
En 1766, les États de Languedoc, qui s'inquiètent de l'état du Pont-Neuf, décident de la construction d'un quai le long de la terrasse qui va du pont au prieuré de la Daurade (actuel quai de la Daurade). Ils en confient la réalisation à Joseph-Marie de Saget, qui dresse rapidement un plan plus vaste et plus ambitieux, avec la réalisation de quais jusqu'au Bazacle au nord (quais Lucien-Lombard et Saint-Pierre), l'aménagement de deux ports de marchandises (actuels ports Saint-Pierre et de la Daurade) et le creusement d'un nouveau canal (actuel canal de Brienne). L'île de Tounis reste à l'écart de ces travaux. La ligne des quais n'est achevée que par la construction du quai de Tounis de 1851 à 1856.
Maurice-Alexandre Julien, ancien ingénieur de Citroën, y installe ses ateliers où il fabrique la « Julien » et travaille aux plans d'une deux places à moteur malgré l'interdiction allemande.

## Patrimoine et lieux d'intérêt
- no  96 : maison[6].
- no  112 : maison[7].

- no  124 : maison. 
La maison, construite à la fin du XIXe siècle, est représentative de l'influence de l'Art nouveau à Toulouse, où elle se limite souvent au décor. La façade, bâtie en brique claire, est symétrique, quoique la dernière travée de droite soit soulignée par une légère saille. Au rez-de-chaussée, les fenêtres ont gardé des garde-corps en fer forgé. La porte, qui s'ouvre dans la travée de droite, a un encadrement mouluré et une agrafe sculptée et surmontée d'une corniche en pierre. Le 1er étage est mis en valeur par le balcon continu à balustres en pierre, soutenu par de lourdes consoles. L'oriel en pierre, qui prend place dans la travée centrale, accumule un important décor : entre deux pilastres cannelés prend place un bas-relief en céramique représentant une semeuse. Au niveau du comble, percé de lucarnes, l'oriel est couvert d'une terrasse fermée par un garde-corps en fer forgé, à laquelle donne accès une haute fenêtre surmontée d'un fronton triangulaire. La couverture du toit est en ardoises et tuiles[8].

## Personnalités

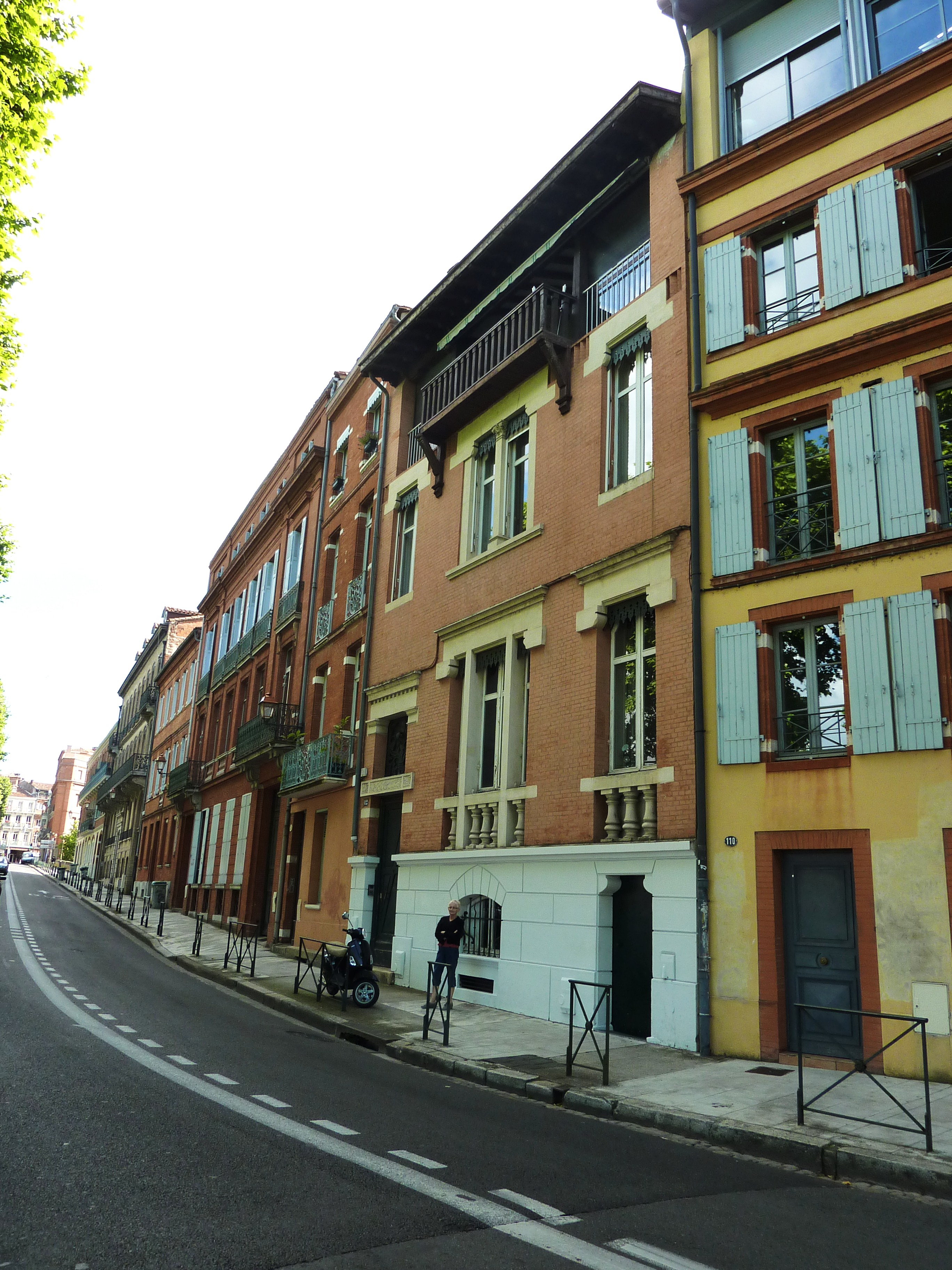
no 112 : domicile de Claude Nougaro.

- Virgilio Batlle Vallmajó (1915-1947) et Michel Batlle (né en 1946) : Virgili Batlle Vallmajó, peintre néo-cubiste, anarchiste proche de la FAI, il participe à la guerre d'Espagne. Réfugié en France en février 1939, il vit à Paris, puis à Toulouse. Il meurt de la tuberculose à seulement 33 ans, à son domicile, au no 40. Son fils Michel, peintre et sculpteur, y est né[9],[10].

- Jean Brunhes (1869-1930) : géographe, promoteur d'une « géographie humaine », il naît au domicile de son père, Léon Brunhes, professeur au lycée de garçons de la ville (actuel no 56 quai de Tounis)[11].

- Manuel Camps Vicens (1906-1986) : peintre, réfugié de la guerre d'Espagne, il vécut près de l'épicerie Gélisée.

- Claude Nougaro (1929-2004) : chanteur, né au domicile de ses grands-parents, no 56 boulevard d'Arcole, il grandit dans le quartier des Minimes, au no 26 avenue des Minimes. Il avait son domicile toulousain au 3e étage de l'immeuble no 112 quai de Tounis, face à la Garonne[12].